# Jean Jouzel

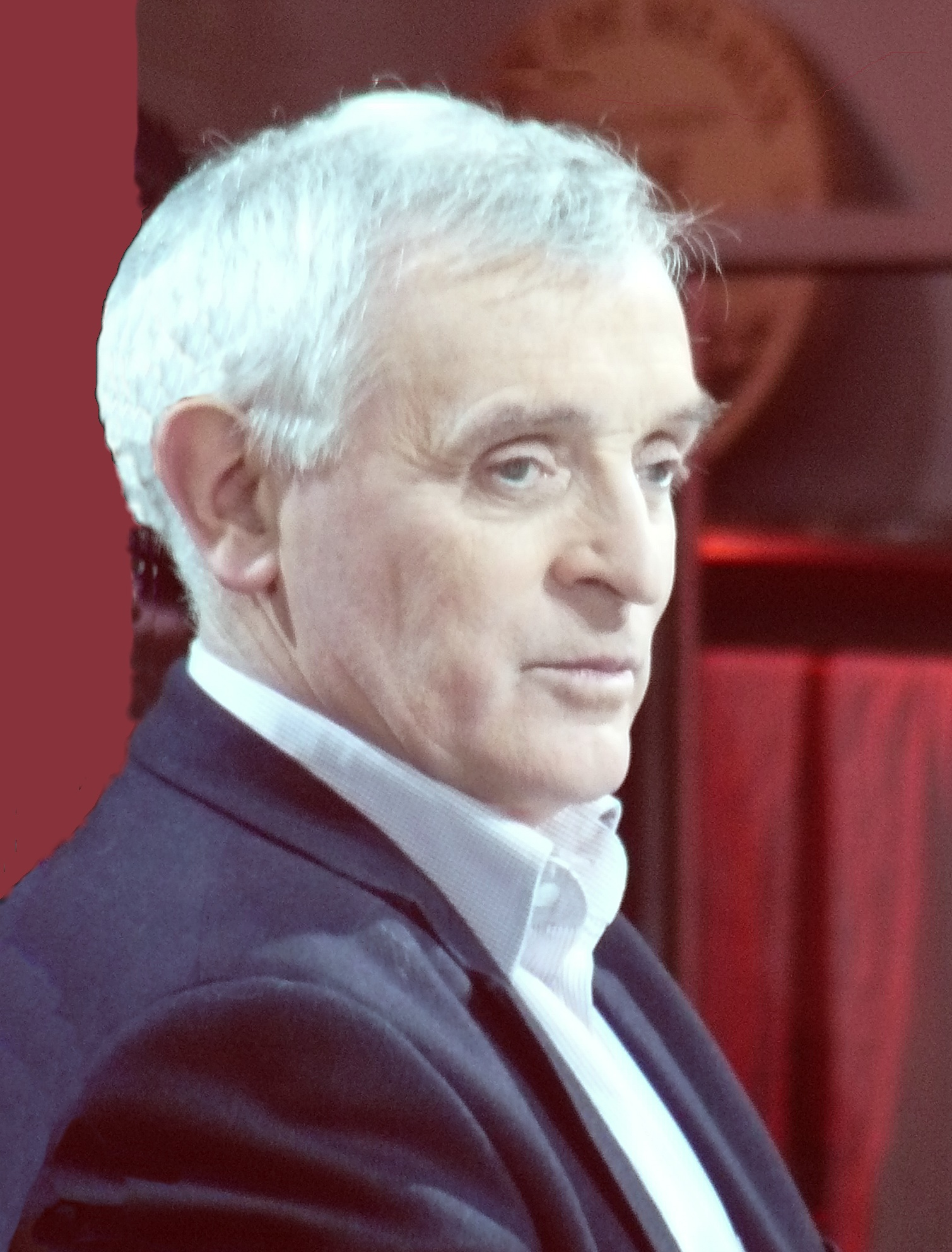
Jean Jouzel (2010)

Jean Jouzel (* 5. März 1947 in Janzé (Département Ille-et-Vilaine)) ist ein französischer Klimatologe und Glaziologe.

## Leben
Während seines Studiums erwarb Jouzel einen Abschluss als Lehrer für Chemie (1967) sowie eine Maîtrise in physikalischer Chemie (1968) an der CPE Lyon. 1974 promovierte er mit einer Arbeit über die Eigenschaften von Deuterium und Tritium an der Universität Paris-Süd in Orsay.
Im Jahr 2002 wurde er für seine Verdienste bei der Erforschung von Eisbohrkernen mit der Goldmedaille des Centre national de la recherche scientifique ausgezeichnet und erhielt im Jahr 2003 die Roger Revelle Medal.
Jouzel leitet in seiner Funktion als Forschungsdirektor der französischen Atomenergiebehörde das Institut Pierre Simon Laplace, in dem globale Veränderungsprozesse untersucht werden.
Seit 1994 ist Jouzel Mitglied im Intergovernmental Panel on Climate Change und als Experte in der Arbeitsgruppe I „The Physical Science Basis“ am Zweiten und Dritten Sachstandsbericht beteiligt gewesen. Seit Mitte der 1990er-Jahre arbeitete er eng mit Valérie Masson-Delmotte zusammen. Im Jahr 2007 war er als Vice-Chair erneut in verantwortlicher Position an der Erstellung des Vierten Sachstandsberichts beteiligt. Er ist damit als Mitglied des IPCC zusammen mit Al Gore Träger des Friedensnobelpreises 2007.
Seit 1989 ist er ordentliches Mitglied der Academia Europaea. 2016 wurde Jouzel in die National Academy of Sciences gewählt, 2017 in die Académie des sciences.
Jouzel war 2018 eine der 200 Unterzeichner eines Aufrufs in der Zeitung Le Monde, in der vor drastischen Folgen wie dem Aussterben der menschlichen Spezies gewarnt wurde, falls nicht rasch ein Umdenken in Problemfeldern wie dem Klimawandel und dem Artensterben und bei weiteren planetaren Grenzen geschieht.
Jouzel wurde ein BBVA Foundation Frontiers of Knowledge Award 2023 zugesprochen.

## Publikationen (Auswahl)
- Le défi climatique : objectif : 2°C!, Paris : Dunod, DL 2014, 2014, ISBN 978-2-100705-276
- The white planet : the evolution and future of our frozen world, Princeton, N.J. : Princeton University Press, 2013, ISBN 978-0-691144-993
- Le climat : jeu dangereux : dernières nouvelles de la planète, Paris : Dunod, DL 2007, ISBN 978-2-100509-874